# Toll Global Express

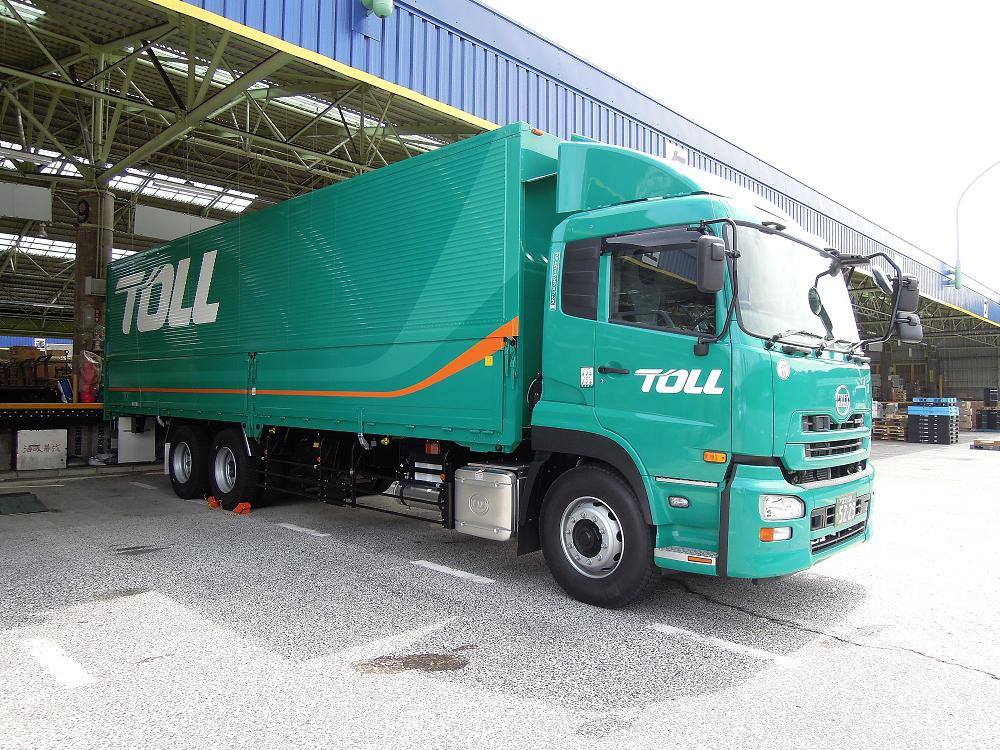
Грузовий автомобіль

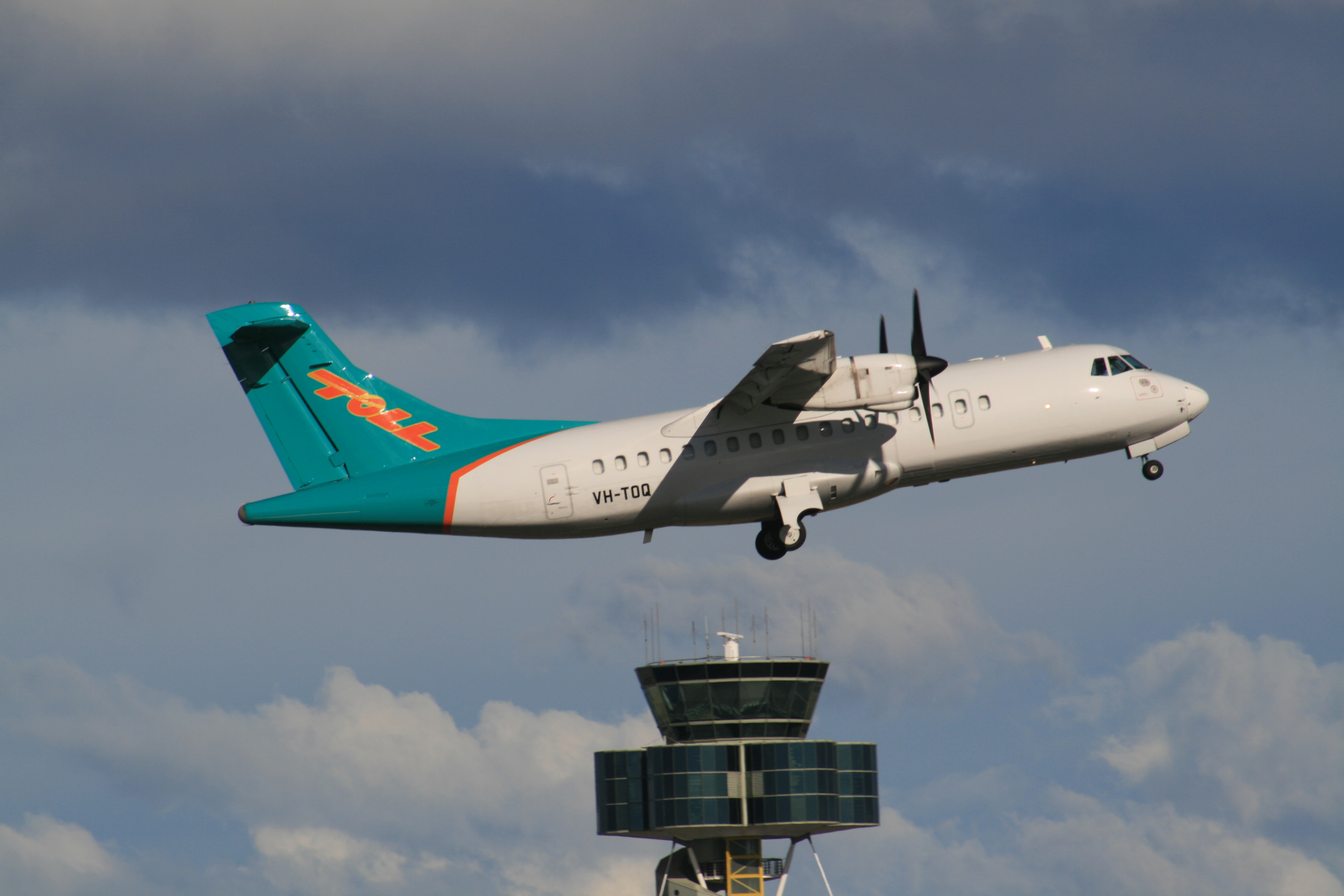

Toll Global Express (TGE) — підрозділ компанії Toll Group.

## Структура
Підрозділ управляє повітряним і морським флотом, автомобілями і судами. У TGE є в розпорядженні 50 літаків, в тому числі Боїнг 737 і ATR 42. У тиждень проходять понад 4000 рейсів. У TGE є доступ до більш ніж 4000 автомобілів. У Toll Global Express є складські приміщення у великих містах світу, в тому числі основних торгових шлюзах в Австралії, Новій Зеландії, Азії, Америці, Південно-Африканській Республіці, Європі і на Близькому Сході. У 2014 році TGE відкрив свій склад в Сіднеї.